# Artëm Dzjuba
Artëm Sergeevič Dzjuba (in russo Артём Сергеевич Дзюба?; traslitterazione anglosassone: Artem Sergeevich Dzyuba; Mosca, 22 agosto 1988) è un calciatore russo, attaccante dell'Akron Togliatti.

## Caratteristiche tecniche
Dzjuba è un centravanti forte fisicamente e abile di testa, dotato di buon senso tattico e molto capace nel proteggere palla, sempre al servizio della squadra e uomo-assist. Possiede un buon senso del posizionamento e potenza di tiro dalla media distanza, ha un buon controllo di palla e calcia bene con entrambi i piedi. È inoltre anche un abile rigorista oltre ad avere una buona visione di gioco.

## Carriera

### Club

#### Spartak Mosca
Nato a Mosca, nel 2005 entra a far parte delle giovanili dello Spartak e nel 2006 entra in prima squadra debuttando in Prem'er-Liga e in Champions League, nella partita vinta 1-3 sul campo dello Sporting Lisbona del 5 dicembre 2006, subentrando al 93º minuto a Vladimir Bystrov. In tutto totalizza 5 presenze in campionato senza andare a segno.
Nel 2007 comincia a trovare più spazio e totalizza 16 presenze in campionato e una rete, nel pareggio esterno per 1-1 del 15 aprile contro il Tom' Tomsk. Il 19 dicembre realizza la sua prima rete in competizioni europee andando a segno nella sconfitta esterna (2-1), sul campo del Tolosa, nel match valido per la fase a gironi della Coppa UEFA 2007-2008. A fine stagione, lo Spartak conclude secondo in campionato per la terza volta consecutiva, alle spalle dello Zenit.
Anche nel 2008 totalizza 16 presenze in campionato ed una rete, nel derby casalingo, terminato 1-1, contro la Dinamo Mosca del 23 agosto. Il 27 agosto, realizza la sua prima rete in Champions League, nella sconfitta esterna (4-1) sul campo della Dinamo Kiev, nella partita valida per il terzo turno preliminare della Champions League 2008-2009. Il 18 dicembre realizza la sua prima doppietta in competizioni europee nel pareggio esterno (2-2) sul campo del Tottenham, nella partita valida per la fase a gironi della Coppa UEFA 2008-2009. A fine stagione, lo Spartak si classifica ottavo, disputando uno dei peggiori campionati della sua storia. Peggio fece solo nel 2003, classificandosi decimo.

#### Tom' Tomsk
Nel 2009 allo Spartak trova meno spazio, data anche la concorrenza con il compagno brasiliano Welliton, che sarà poi capocannoniere del campionato. Il 7 agosto, dopo 558 minuti in campionato e due gol, contro Tom' e Saturn, viene ceduto in prestito al Tom' Tomsk fino a fine stagione. Debutta con la nuova maglia il 9 agosto nella vittoria esterna (0-2) sul campo dello Zenit. Realizza la sua prima rete con il club siberiano il 3 ottobre, con una doppietta ancora contro il Saturn (3-1). Conclude la stagione con 18 presenze in campionato e 5 reti, 3 con il Tom' e 2 con lo Spartak. A fine stagione, fa ritorno a Mosca.
Nel 2010 a Mosca non trova spazio e dopo solo due giornate di campionato e 32 minuti disputati, l'8 aprile viene riceduto al Tom' sempre in prestito fino a fine stagione. A Tomsk trova uno spazio da titolare e disputa un'ottima stagione, con 24 presenze in campionato e 10 reti, che gli valgono il quinto posto nella classifica marcatori della Prem'er-Liga 2010, a pari merito con Danny e Vladimir Djadjun. A fine stagione, la compagine siberiana conclude con un soddisfacente nono posto.

#### Ritorno allo Spartak

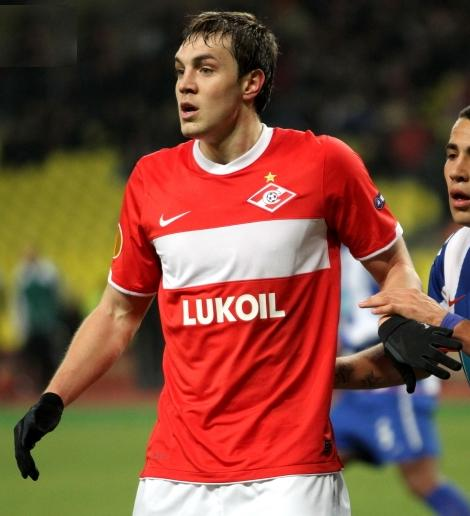
Dzjuba con lo Spartak nel 2011.

Tornato dal prestito, nel 2011 trova un posto da titolare allo Spartak, disputando 41 partite su 44 in campionato e segnando 11 reti, risultando il secondo miglior marcatore stagionale della squadra dopo Emmanuel Emenike. In Europa League lo Spartak non riesce a qualificarsi alla fase a gironi venendo sconfitto ai play-off con l'aggregato di 4-5 dal Legia Varsavia. A fine stagione, in campionato, lo Spartak, come nel 2007, conclude ancora una volta secondo alle spalle dello Zenit.
Nel 2012 trova meno spazio, infatti il nuovo tecnico Emery gli preferisce attaccanti come Movsisyan e Ari. A novembre, con il ritorno in panchina di Karpin riesce a ritrovare spazio. In tutto, colleziona 25 presenze in campionato, quasi tutte da subentrato, e sole 4 reti contro Zenit, Dinamo Mosca, Kryl'ja Sovetov e Amkar Perm'. A fine stagione, lo Spartak conclude quarto, centrando la qualificazione allo spareggio per l'accesso alla fase a gironi dell'Europa League 2013-2014.

#### Rostov
Nell'estate del 2013 passa in prestito al Rostov, con cui debutta il 15 luglio realizzando una doppietta contro il Terek Groznyj. Si ripete le settimane seguenti segnando una rete contro il Krasnodar e una tripletta contro il Tom' Tomsk, sua ex squadra, raggiungendo quota 6 gol in 3 presenze. Conclude la prima parte di stagione con 17 presenze in campionato e 12 reti, risultando il momentaneo capocannoniere della Prem'er-Liga 2013-2014, a pari merito con l'ex compagno di squadra Movsisyan.

#### Zenit San Pietroburgo

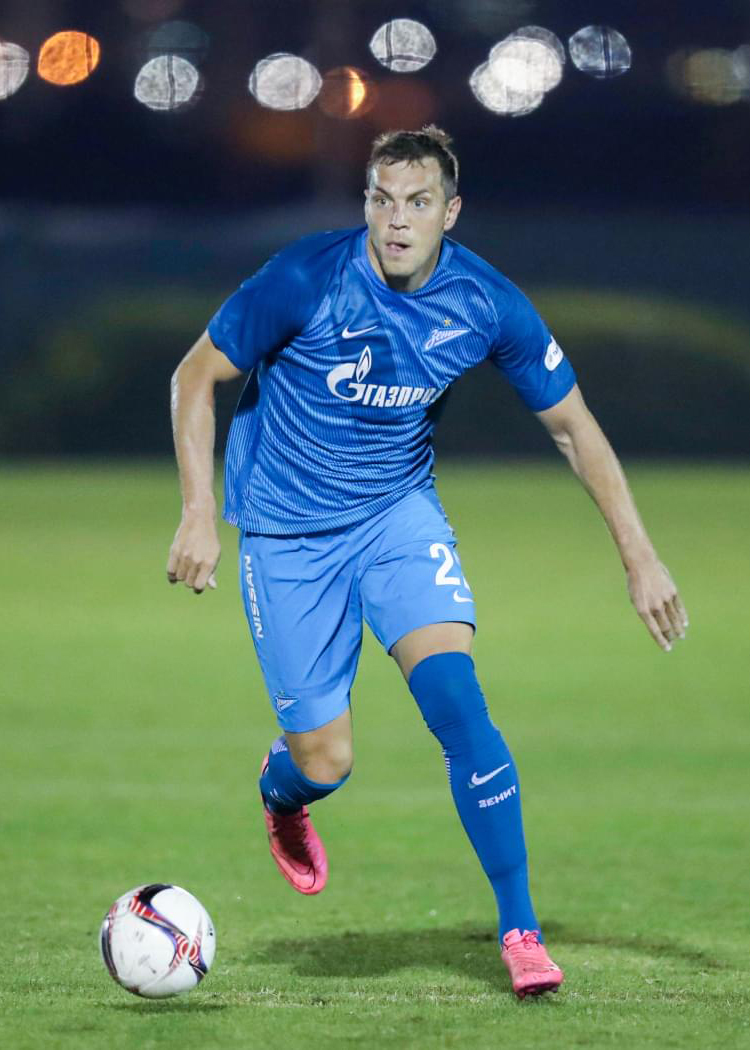
Dzjuba con la maglia dello Zenit nel 2017.

Il 6 febbraio 2015 viene ufficializzato il suo accordo con lo Zenit San Pietroburgo, con il quale andrà a giocare al termine della stagione 2014-2015. La prima presenza la trova nella finale della Supercoppa russa giocata e vinta ai rigori contro la Lokomotiv Mosca dopo che i tempi regolamentari e supplementari si erano conclusi sull'1-1. Il 26 luglio 2015 trova il primo gol con la maglia nuova nella partita vinta 4-1 sul campo dell'Ural. Dopo un inizio un po' difficile in campionato si riprende mettendo a segno 6 reti in 5 presenze. Il 24 ottobre 2015 trova la prima doppietta con la maglia dello Zenit nella gara vinta 5-1 in casa contro l'Anzhi. È autore di un strabiliante inizio in Champions League dove esordisce il 19 settembre 2015 sul campo del Valencia nella vittoria per 3-2, dove regala un assist. Grazie ai suoi 6 gol in altrettante presenze, di cui una doppietta sul campo del Lione nella vittoria per 2-0 proprio grazie ai suoi gol, fornisce un grande contributo alla conquista del primo posto nel girone della squadra con 5 vittorie ed una sola sconfitta.

#### Arsenal Tula
Il 31 gennaio 2018 passa in prestito all'Arsenal Tula, con cui realizza 6 gol in 10 presenze.

#### Ritorno allo Zenit
Nel giugno 2018 fa rientro allo Zenit per fine prestito. Il 16 agosto seguente, nel match di ritorno del terzo turno di qualificazione di Europa League 2018-2019 contro la Dinamo Minsk, mette a segno una tripletta (gol al 75º, al 77º ed al 115º minuto): le prime due reti consentirono di portare il match nei 90 minuti regolamentari sul 4-0 a favore dei russi (risultato speculare dell'andata in Bielorussia), mentre la terza porta il risultato sul 6-1. La partita terminerà 8-1, sancendo così la rimonta più larga in un doppio scontro di una competizione UEFA per club (4-0 per i bielorussi all'andata e 8-1 per i russi al ritorno).
Il 24 ottobre 2021 mette a segno il suo 144º gol nella Premier Liga Russa, stabilendo un nuovo record e diventando il miglior marcatore di tutti i tempi della massima divisione russa.

### Adana Demispor
Il 18 agosto 2022 firma con l'Adana Demispor, ma già il 3 novembre 2022 - dopo soli 4 mesi - risolve il contratto con il club.
Lokomotiv Mosca
L'8 febbraio 2023, l'attaccante russo firma per la Lokomotiv Mosca assieme al difensore Igor' Smol'nikov, dopo un duello di mercato con l'Astana, esordendo segnando una tripletta.

### Nazionale
Viene convocato in nazionale nel 2011, debuttando nell'amichevole dell'11 novembre ad Atene contro la Grecia. Realizza la prima rete con la nazionale maggiore l'8 settembre 2014, contro il Liechtenstein (4-0), nella partita valida per la prima giornata delle qualificazioni al campionato europeo del 2016. L'8 settembre 2015 realizza un poker nella vittoria esterna (0-7) sempre contro il Liechtenstein.

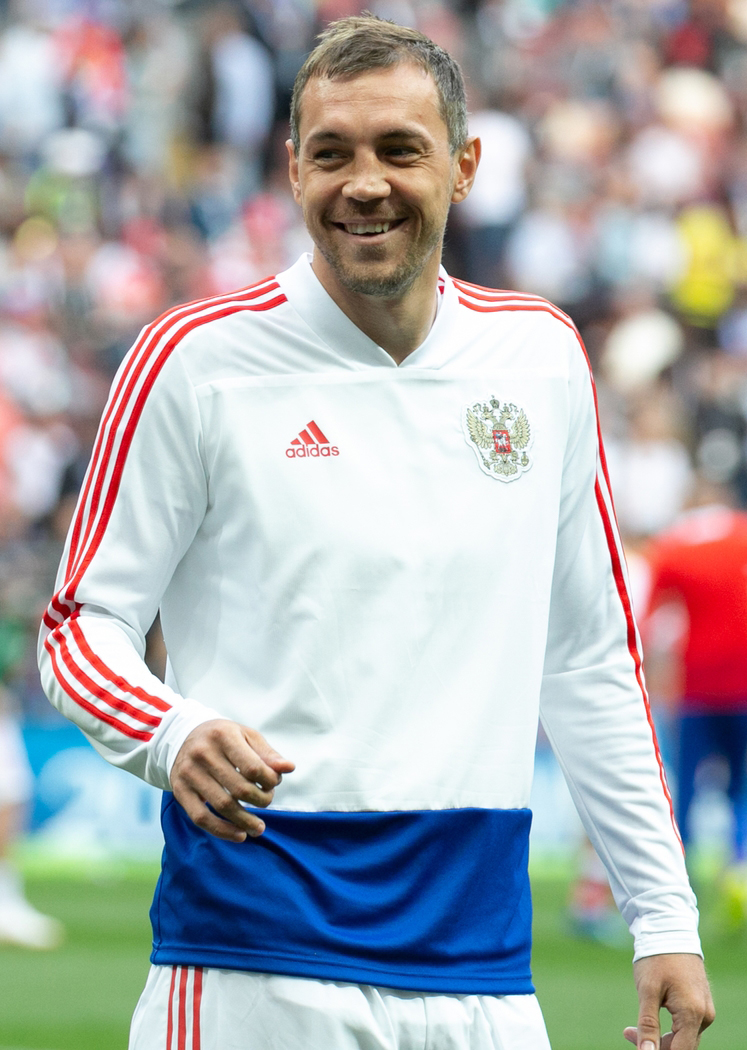
Dzyuba con la maglia della Russia nella partita inaugurale dei Mondiali casalinghi disputata il 14 giugno 2018 contro l'Arabia Saudita e vinta 5-0.

È convocato per gli campionato europeo del 2016. e per il campionato del mondo del 2018, giocato in casa. Fa il suo debutto nella competizione mondiale di Russia 2018 subentrando nel secondo tempo della partita inaugurale del 14 giugno contro l'Arabia Saudita segnando il gol del provvisorio 3-0 (partita poi vinta 5-0 dalla sua squadra), tornando al gol in Nazionale dopo quasi 2 anni. Va a segno anche nella sfida successiva contro l'Egitto siglando il provvisorio 3-0 e agli ottavi di finale nella sfida vinta contro la favorita Spagna segnando il gol del definitivo 1-1 su rigore; la sfida viene vinta dai russi dopo i tiri di rigore. Il cammino dei padroni di casa termina al turno successivo ai rigori contro la Croazia dopo il 2-2 dei supplementari.
L'8 giugno 2019 segna 4 reti (seconda volta per lui) nel successo per 9-0 contro San Marino.
Il 20 marzo 2025 realizza un gol nell'amichevole vinta per 5-0 contro Grenada, diventando, a quota 31 reti realizzate, il miglior marcatore nella storia della nazionale russa.

## Statistiche

### Presenze e reti nei club
Statistiche aggiornate all' 8 aprile 2025.
| Stagione               | Squadra                | Campionato             | Campionato | Campionato | Coppe nazionali | Coppe nazionali | Coppe nazionali | Coppe continentali | Coppe continentali | Coppe continentali | Altre coppe | Altre coppe | Altre coppe | Totale | Totale |
| Stagione               | Squadra                | Comp                   | Pres       | Reti       | Comp            | Pres            | Reti            | Comp               | Pres               | Reti               | Comp        | Pres        | Reti        | Pres   | Reti   |
| ---------------------- | ---------------------- | ---------------------- | ---------- | ---------- | --------------- | --------------- | --------------- | ------------------ | ------------------ | ------------------ | ----------- | ----------- | ----------- | ------ | ------ |
| 2006                   | Spartak Mosca          | PL                     | 5          | 0          | KR              | 2               | 0               | UCL+CU             | 1+1                | 0+0                | -           | -           | -           | 9      | 0      |
| 2007                   | Spartak Mosca          | PL                     | 16         | 1          | KR+KR           | 4+0             | 2+0             | CU                 | 6                  | 2                  | SR          | 1           | 0           | 27     | 5      |
| 2008                   | Spartak Mosca          | PL                     | 16         | 1          | KR              | 1               | 2               | UCL+CU             | 2+2                | 1+2                | -           | -           | -           | 21     | 6      |
| mar.-lug. 2009         | Spartak Mosca          | PL                     | 8          | 2          | KR+KR           | 1+0             | 0+0             |                    |                    |                    | -           | -           | -           | 9      | 2      |
| sett.-nov. 2009        | Tom' Tomsk             | PL                     | 10         | 3          | KR              | 1               | 1               | -                  | -                  | -                  | -           | -           | -           | 11     | 4      |
| mar. 2010              | Spartak Mosca          | PL                     | 2          | 0          | KR              | -               | -               | -                  | -                  | -                  | -           | -           | -           | 2      | 0      |
| mar.-nov. 2010         | Tom' Tomsk             | PL                     | 24         | 10         | KR              | 1               | 1               | -                  | -                  | -                  | -           | -           | -           | 25     | 11     |
| Totale Tom Tomsk       | Totale Tom Tomsk       | Totale Tom Tomsk       | 34         | 13         |                 | 2               | 2               |                    | -                  | -                  |             | -           | -           | 36     | 15     |
| 2011-2012              | Spartak Mosca          | PL                     | 41         | 11         | KR+KR           | 2+1             | 1+0             | UEL+UEL            | 6+2                | 2+0                | -           | -           | -           | 52     | 14     |
| 2012-2013              | Spartak Mosca          | PL                     | 25         | 4          | KR              | 1               | 0               | UCL                | 6                  | 0                  | -           | -           | -           | 32     | 4      |
| 2013-2014              | Rostov                 | PL                     | 28         | 17         | KR              | 3               | 2               | -                  | -                  | -                  | -           | -           | -           | 31     | 19     |
| 2014-gen. 2015         | Spartak Mosca          | PL                     | 13         | 7          | KR              | 1               | 0               | -                  | -                  | -                  | -           | -           | -           | 14     | 7      |
| Totale Spartak Mosca   | Totale Spartak Mosca   | Totale Spartak Mosca   | 126        | 26         |                 | 13              | 5               |                    | 26                 | 7                  |             | 1           | 0           | 166    | 38     |
| gen.-giu. 2015         | Rostov                 | PL                     | 11+1       | 1+0        | KR              | -               | -               | -                  | -                  | -                  | -           | -           | -           | 12     | 1      |
| Totale Rostov          | Totale Rostov          | Totale Rostov          | 39+1       | 18         |                 | 3               | 2               |                    | -                  | -                  |             | -           | -           | 43     | 20     |
| 2015-2016              | Zenit San Pietroburgo  | PL                     | 30         | 15         | KR              | 5               | 2               | UCL                | 8                  | 6                  | SR          | 1           | 0           | 44     | 23     |
| 2016-2017              | Zenit San Pietroburgo  | PL                     | 26         | 13         | KR              | 1               | 0               | UEL                | 6                  | 1                  | SR          | 1           | 0           | 34     | 14     |
| 2017-gen. 2018         | Zenit San Pietroburgo  | PL                     | 15         | 1          | KR              | 1               | 0               | UEL                | 8                  | 1                  | -           | -           | -           | 24     | 2      |
| gen.-giu. 2018         | Arsenal Tula           | PL                     | 10         | 6          | KR              | -               | -               | -                  | -                  | -                  | -           | -           | -           | 10     | 6      |
| 2018-2019              | Zenit San Pietroburgo  | PL                     | 27         | 8          | KR              | 1               | 0               | UEL                | 9                  | 5                  | -           | -           | -           | 37     | 13     |
| 2019-2020              | Zenit San Pietroburgo  | PL                     | 28         | 17         | KR              | 2               | 2               | UCL                | 6                  | 2                  | SR          | 1           | 0           | 37     | 21     |
| 2020-2021              | Zenit San Pietroburgo  | PL                     | 27         | 20         | KR              | 1               | 0               | UCL                | 5                  | 1                  | SR          | 1           | 1           | 34     | 22     |
| 2021-2022              | Zenit San Pietroburgo  | PL                     | 28         | 11         | KR              | 2               | 1               | UCL+UEL            | 6+2                | 0+1                | SR          | 1           | 0           | 37     | 12     |
| Totale Zenit           | Totale Zenit           | Totale Zenit           | 181        | 85         |                 | 13              | 5               |                    | 50                 | 17                 |             | 5           | 1           | 249    | 108    |
| ago.-nov. 2022         | Adana Demirspor        | SL                     | 4          | 1          | TK              | 1               | 0               | -                  | -                  | -                  | -           | -           | -           | 5      | 1      |
| feb. -giu. 2023        | Lokomotiv Mosca        | PL                     | 11         | 8          | KR              | 2               | 0               |                    | -                  | -                  |             | -           | -           | 13     | 8      |
| 2023-2024              | Lokomotiv Mosca        | PL                     | 21         | 4          | KR              | 5               | 0               | -                  | -                  | -                  | -           | -           | -           | 26     | 4      |
| Totale Lokomotiv Mosca | Totale Lokomotiv Mosca | Totale Lokomotiv Mosca | 32         | 12         |                 | 7               | 0               |                    | -                  | -                  |             | -           | -           | 39     | 12     |
| 2024-2025              | Akron Togliatti        | PL                     | 15         | 5          | KR              | 2               | 1               | -                  | -                  | -                  | -           | -           | -           | 17     | 6      |
| Totale carriera        | Totale carriera        | Totale carriera        | 442        | 166        |                 | 40              | 17              |                    | 76                 | 24                 |             | 6           | 1           | 564    | 208    |

### Cronologia presenze e reti in nazionale
| Cronologia completa delle presenze e delle reti in nazionale ― Russia | Cronologia completa delle presenze e delle reti in nazionale ― Russia | Cronologia completa delle presenze e delle reti in nazionale ― Russia | Cronologia completa delle presenze e delle reti in nazionale ― Russia | Cronologia completa delle presenze e delle reti in nazionale ― Russia | Cronologia completa delle presenze e delle reti in nazionale ― Russia | Cronologia completa delle presenze e delle reti in nazionale ― Russia | Cronologia completa delle presenze e delle reti in nazionale ― Russia |
| Data                                                                  | Città                                                                 | In casa                                                               | Risultato                                                             | Ospiti                                                                | Competizione                                                          | Reti                                                                  | Note                                                                  |
| --------------------------------------------------------------------- | --------------------------------------------------------------------- | --------------------------------------------------------------------- | --------------------------------------------------------------------- | --------------------------------------------------------------------- | --------------------------------------------------------------------- | --------------------------------------------------------------------- | --------------------------------------------------------------------- |
| 11-11-2011                                                            | Atene                                                                 | Grecia                                                                | 1 – 1                                                                 | Russia                                                                | Amichevole                                                            | -                                                                     | 46’                                                                   |
| 14-11-2012                                                            | Krasnodar                                                             | Russia                                                                | 2 – 2                                                                 | Stati Uniti                                                           | Amichevole                                                            | -                                                                     | 67’                                                                   |
| 14-8-2013                                                             | Belfast                                                               | Irlanda del Nord                                                      | 1 – 0                                                                 | Russia                                                                | Qual. Mondiali 2014                                                   | -                                                                     | 46’                                                                   |
| 8-9-2014                                                              | Chimki                                                                | Russia                                                                | 4 – 0                                                                 | Liechtenstein                                                         | Qual. Euro 2016                                                       | 1                                                                     | 46’                                                                   |
| 9-10-2014                                                             | Solna                                                                 | Svezia                                                                | 1 – 1                                                                 | Russia                                                                | Qual. Euro 2016                                                       | -                                                                     |                                                                       |
| 12-10-2014                                                            | Mosca                                                                 | Russia                                                                | 1 – 1                                                                 | Moldavia                                                              | Qual. Euro 2016                                                       | 1                                                                     |                                                                       |
| 15-11-2014                                                            | Vienna                                                                | Austria                                                               | 1 – 0                                                                 | Russia                                                                | Qual. Euro 2016                                                       | -                                                                     | 75’                                                                   |
| 18-11-2014                                                            | Budapest                                                              | Ungheria                                                              | 1 – 2                                                                 | Russia                                                                | Amichevole                                                            | -                                                                     | 63’                                                                   |
| 31-3-2015                                                             | Chimki                                                                | Russia                                                                | 0 – 0                                                                 | Kazakistan                                                            | Amichevole                                                            | -                                                                     | 46’                                                                   |
| 5-9-2015                                                              | Mosca                                                                 | Russia                                                                | 1 – 0                                                                 | Svezia                                                                | Qual. Euro 2016                                                       | 1                                                                     | 80’                                                                   |
| 8-9-2015                                                              | Vaduz                                                                 | Liechtenstein                                                         | 0 – 7                                                                 | Russia                                                                | Qual. Euro 2016                                                       | 4                                                                     |                                                                       |
| 9-10-2015                                                             | Chișinău                                                              | Moldavia                                                              | 1 – 2                                                                 | Russia                                                                | Qual. Euro 2016                                                       | 1                                                                     | 88’                                                                   |
| 12-10-2015                                                            | Mosca                                                                 | Russia                                                                | 2 – 0                                                                 | Montenegro                                                            | Qual. Euro 2016                                                       | -                                                                     | 84’                                                                   |
| 14-11-2015                                                            | Krasnodar                                                             | Russia                                                                | 1 – 0                                                                 | Portogallo                                                            | Amichevole                                                            | -                                                                     |                                                                       |
| 17-11-2015                                                            | Rostov sul Don                                                        | Russia                                                                | 1 – 3                                                                 | Croazia                                                               | Amichevole                                                            | -                                                                     | 70’                                                                   |
| 29-3-2016                                                             | Saint-Denis                                                           | Francia                                                               | 4 – 2                                                                 | Russia                                                                | Amichevole                                                            | -                                                                     |                                                                       |
| 1-6-2016                                                              | Innsbruck                                                             | Russia                                                                | 1 – 2                                                                 | Rep. Ceca                                                             | Amichevole                                                            | -                                                                     | 46’                                                                   |
| 5-6-2016                                                              | Monaco                                                                | Serbia                                                                | 1 – 1                                                                 | Russia                                                                | Amichevole                                                            | 1                                                                     |                                                                       |
| 11-6-2016                                                             | Marsiglia                                                             | Inghilterra                                                           | 1 – 1                                                                 | Russia                                                                | Euro 2016 - 1º turno                                                  | -                                                                     |                                                                       |
| 15-6-2016                                                             | Villeneuve d'Ascq                                                     | Russia                                                                | 1 – 2                                                                 | Slovacchia                                                            | Euro 2016 - 1º turno                                                  | -                                                                     |                                                                       |
| 20-6-2016                                                             | Tolosa                                                                | Russia                                                                | 0 – 3                                                                 | Galles                                                                | Euro 2016 - 1º turno                                                  | -                                                                     |                                                                       |
| 9-10-2016                                                             | Krasnodar                                                             | Russia                                                                | 3 – 4                                                                 | Costa Rica                                                            | Amichevole                                                            | 2                                                                     | 89’                                                                   |
| 30-5-2018                                                             | Innsbruck                                                             | Austria                                                               | 1 – 0                                                                 | Russia                                                                | Amichevole                                                            | -                                                                     | 72’                                                                   |
| 14-6-2018                                                             | Mosca                                                                 | Russia                                                                | 5 – 0                                                                 | Arabia Saudita                                                        | Mondiali 2018 - 1º turno                                              | 1                                                                     | 70’                                                                   |
| 19-6-2018                                                             | San Pietroburgo                                                       | Russia                                                                | 3 – 1                                                                 | Egitto                                                                | Mondiali 2018 - 1º turno                                              | 1                                                                     | 79’                                                                   |
| 25-6-2018                                                             | Samara                                                                | Uruguay                                                               | 3 – 0                                                                 | Russia                                                                | Mondiali 2018 - 1º turno                                              | -                                                                     |                                                                       |
| 1-7-2018                                                              | Mosca                                                                 | Spagna                                                                | 1 – 1 dts (3 – 4 dtr)                                                 | Russia                                                                | Mondiali 2018 - Ottavi di finale                                      | 1                                                                     | 65’                                                                   |
| 7-7-2018                                                              | Soči                                                                  | Russia                                                                | 2 – 2 dts (3 – 4 dtr)                                                 | Croazia                                                               | Mondiali 2018 - Quarti di finale                                      | -                                                                     | 79’                                                                   |
| 7-9-2018                                                              | Trebisonda                                                            | Turchia                                                               | 1 – 2                                                                 | Russia                                                                | UEFA Nations League 2018-2019 - 1º turno                              | 1                                                                     | cap. 90’                                                              |
| 11-10-2018                                                            | Kaliningrad                                                           | Russia                                                                | 0 – 0                                                                 | Svezia                                                                | UEFA Nations League 2018-2019 - 1º turno                              | -                                                                     | cap.                                                                  |
| 14-10-2018                                                            | Soči                                                                  | Russia                                                                | 2 – 0                                                                 | Turchia                                                               | UEFA Nations League 2018-2019 - 1º turno                              | -                                                                     | cap.                                                                  |
| 20-11-2018                                                            | Solna                                                                 | Svezia                                                                | 2 – 0                                                                 | Russia                                                                | UEFA Nations League 2018-2019 - 1º turno                              | -                                                                     | cap.                                                                  |
| 21-3-2019                                                             | Bruxelles                                                             | Belgio                                                                | 3 – 1                                                                 | Russia                                                                | Qual. Euro 2020                                                       | -                                                                     | cap. 77’                                                              |
| 24-3-2019                                                             | Astana                                                                | Kazakistan                                                            | 0 – 4                                                                 | Russia                                                                | Qual. Euro 2020                                                       | 1                                                                     | cap. 82’                                                              |
| 8-6-2019                                                              | Saransk                                                               | Russia                                                                | 9 – 0                                                                 | San Marino                                                            | Qual. Euro 2020                                                       | 4                                                                     | cap.                                                                  |
| 11-6-2019                                                             | Nižnij Novgorod                                                       | Russia                                                                | 1 – 0                                                                 | Cipro                                                                 | Qual. Euro 2020                                                       | -                                                                     | cap.                                                                  |
| 6-9-2019                                                              | Glasgow                                                               | Scozia                                                                | 1 – 2                                                                 | Russia                                                                | Qual. Euro 2020                                                       | 1                                                                     | cap.                                                                  |
| 9-9-2019                                                              | Kaliningrad                                                           | Russia                                                                | 1 – 0                                                                 | Kazakistan                                                            | Qual. Euro 2020                                                       | -                                                                     | cap.                                                                  |
| 10-10-2019                                                            | Mosca                                                                 | Russia                                                                | 4 – 0                                                                 | Scozia                                                                | Qual. Euro 2020                                                       | 2                                                                     | cap.                                                                  |
| 13-10-2019                                                            | Nicosia                                                               | Cipro                                                                 | 0 – 5                                                                 | Russia                                                                | Qual. Euro 2020                                                       | 1                                                                     | cap.                                                                  |
| 16-11-2019                                                            | San Pietroburgo                                                       | Russia                                                                | 1 – 4                                                                 | Belgio                                                                | Qual. Euro 2020                                                       | -                                                                     | cap. 81’                                                              |
| 19-11-2019                                                            | Serravalle                                                            | San Marino                                                            | 0 – 5                                                                 | Russia                                                                | Qual. Euro 2020                                                       | -                                                                     | cap.                                                                  |
| 3-9-2020                                                              | Mosca                                                                 | Russia                                                                | 3 – 1                                                                 | Serbia                                                                | UEFA Nations League 2020-2021 - 1º turno                              | 2                                                                     | cap.                                                                  |
| 6-9-2020                                                              | Budapest                                                              | Ungheria                                                              | 2 – 3                                                                 | Russia                                                                | UEFA Nations League 2020-2021 - 1º turno                              | -                                                                     | cap.                                                                  |
| 8-10-2020                                                             | Mosca                                                                 | Russia                                                                | 1 – 2                                                                 | Svezia                                                                | Amichevole                                                            | -                                                                     | cap. 46’                                                              |
| 11-10-2020                                                            | Mosca                                                                 | Russia                                                                | 1 – 1                                                                 | Turchia                                                               | UEFA Nations League 2020-2021 - 1º turno                              | -                                                                     | cap.                                                                  |
| 14-10-2020                                                            | Mosca                                                                 | Russia                                                                | 0 – 0                                                                 | Ungheria                                                              | UEFA Nations League 2020-2021 - 1º turno                              | -                                                                     | cap.                                                                  |
| 24-3-2021                                                             | Ta' Qali                                                              | Malta                                                                 | 1 – 3                                                                 | Russia                                                                | Qual. Mondiali 2022                                                   | 1                                                                     | cap. 83’                                                              |
| 27-3-2021                                                             | Soči                                                                  | Russia                                                                | 2 – 1                                                                 | Slovenia                                                              | Qual. Mondiali 2022                                                   | 2                                                                     | cap. 86’                                                              |
| 30-3-2021                                                             | Trnava                                                                | Slovacchia                                                            | 2 – 1                                                                 | Russia                                                                | Qual. Mondiali 2022                                                   | -                                                                     | cap. 32’                                                              |
| 1-6-2021                                                              | Breslavia                                                             | Polonia                                                               | 1 – 1                                                                 | Russia                                                                | Amichevole                                                            | -                                                                     | cap. 67’                                                              |
| 5-6-2021                                                              | Mosca                                                                 | Russia                                                                | 1 – 0                                                                 | Bulgaria                                                              | Amichevole                                                            | -                                                                     | cap. 58’                                                              |
| 12-6-2021                                                             | San Pietroburgo                                                       | Belgio                                                                | 3 – 0                                                                 | Russia                                                                | Euro 2020 - 1º turno                                                  | -                                                                     | cap.                                                                  |
| 21-6-2021                                                             | Copenaghen                                                            | Russia                                                                | 1 – 4                                                                 | Danimarca                                                             | Euro 2020 - 1º turno                                                  | 1                                                                     | cap.                                                                  |
| 19-3-2025                                                             | Mosca                                                                 | Russia                                                                | 5 – 0                                                                 | Grenada                                                               | Amichevole                                                            | 1                                                                     | cap. 78’                                                              |
| Totale                                                                |                                                                       | Presenze                                                              | 55                                                                    |                                                                       | Reti (1º posto)                                                       | 31                                                                    |                                                                       |

## Palmarès

### Club
- Supercoppa di Russia: 5

Zenit San Pietroburgo: 2015, 2016, 2020, 2021, 2022
- Coppa di Russia: 3

Rostov: 2013-2014
Zenit San Pietroburgo: 2015-2016, 2019-2020
- Campionato russo: 4

Zenit San Pietroburgo: 2018-2019, 2019-2020, 2020-2021,  2021-2022

### Individuale
- Calciatore russo dell'anno: 2

2019, 2020
- Capocannoniere della Prem'er-Liga: 1

2020-2021 (20 gol)